# Hans-Joachim Böttrich
Hans-Joachim Böttrich (eigentlich Jochen, * 20. Dezember 1923 in Chemnitz; † 5. Januar 2013 in Grünwald) war ein deutscher Filmregisseur, Autor und Journalist.

## Leben
Böttrich, der Bruder von Heinz Böttrich, besuchte nach der Volksschule die Oberschule in Leipzig, die er mit dem Abitur beendete. Bis 1945 diente er bei der Wehrmacht in der Marine. Im Sommer 1945 wurde er Gründungsmitglied der CDU in Leipzig. und 1945 bis 1946 Mitglied des städtischen Jugendausschusses von Chemnitz. Anschließend wurde er 1946 Kreisjugendreferent der CDU in Chemnitz sowie Kreisjugendsekretär der FDJ in Chemnitz. In den Jahren 1946 bis 1947 war Böttrich als Verbindungsmann der CDU zur FDJ-Landesleitung in Sachsen tätig, wo er im selben Zeitraum zugleich seine Tätigkeit aufnahm. Nachdem er 1947 bis 1948 Produktionsgrundarbeiter und Kulturdirektor der Auto-Union in Chemnitz war, nahm er ab 1949 das Studium der Filmwissenschaften in Ost-Berlin auf und lieferte erste künstlerische Werke. Böttrich trat 1950 aus der CDU aus und flüchtete 1956 aus der Deutschen Demokratischen Republik in die Bundesrepublik Deutschland, wo er seine Arbeiten beim Burda-Verlag als Journalist und Redakteur aufnahm. Zudem war er neben Peter Lustig als Koautor der Löwenzahnbücher tätig, die bei der Verlagsgesellschaft Schulfernsehen veröffentlicht wurden. Zusammen mit seiner Ehefrau schrieb er Kinder- und Jugendliteratur.
Er starb im Alter von 89 Jahren am 5. Januar 2013 im Münchener Nobelvorort Grünwald.
Böttrich war mit Kristina Böttrich-Merdjanowa 45 Jahre verheiratet, die nur wenige Tage vor seinem Tod am 19. Dezember 2012 im Alter von 79 Jahren verstarb. Beide wurden am 17. Januar 2013 auf dem Waldfriedhof Grünwald beigesetzt.